# Tim Declercq
Tim Declercq (født 21. marts 1989 i Leuven) er en professionel cykelrytter fra Belgien, der er på kontrakt hos World Tour-holdet Lidl-Trek.